# Лещинский, Ежи

Ежи Лещинский (пол. Jerzy Leszczyński; 6 февраля 1884, Варшава — 9 июля 1959, там же) — польский актёр театра и кино.

## Биография
Ежи Лещинский родился 6 февраля 1884 года в Варшаве в актёрской семье Болеслава и Гонораты Лещинских. Посещал драматические классы Варшавского музыкального общества, но не закончил. Как актёр дебютировал в 1902 году в варшавском театре «Bagatelle». В 1910 году выступал на сцене Польского театра в Варшаве.
В 1910-х годах Ежи Лещинский дебютировал в кино с ролью отважного Антека в двух фильмах, поставленных режиссёром Антони Фертнером. В период немого кино играл в основном роли второго плана. За время своей кинокарьеры снялся в 21 фильме.
В 1914—1916 годах Лещинский с перерывами выступал в Театре им. Юлиуша Словацкого в Кракове. С 1916 года играл в театрах Варшавы: Польском (с перерывами до 1931 года), Летнем театре (1916—1917, 1926), «Разнообразия» (1917—1918), Театре комедии (1924), Театре Народовы (1925-26, 1931-34). С 1934 года выступал на сценах Общества распространения театральной культуры (пол. Towarzystwo Krzewienia Kultury Teatralnej; TKKT).
Во время Второй мировой войны Лещинский сыграл одну роль в театре Варшавы, однако затем решил не сотрудничать с этой сценой. Работал официантом в кафе «Café Bodo» и «U aktorek». После подавления Варшавского восстания актёр снова жил в Кракове, где с марта 1945 и до 1949 года выступал в Театре им. Словацкого. В 1949—1959 годах был актёром Польского театра в Варшаве.
Ежи Лещинский является автором воспоминаний «Дневник актера» (1958).
Умер Ежи Лещинский 9 июля 1959 года в Варшаве, похоронен на Аллее заслуженных Повонзковского кладбища Варшавы.

## Частичная фильмография

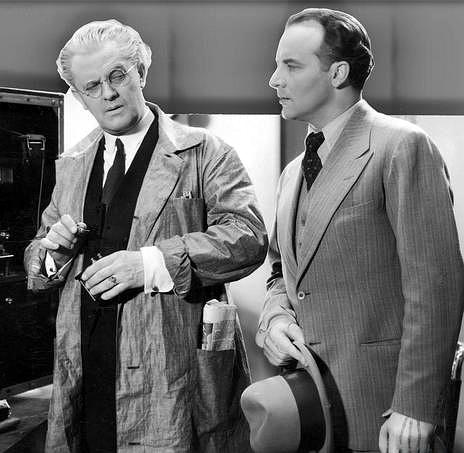
Е. Лещинский (слева) и Иго Сым в фильме «Шпион в маске» (1933)

| Год  |   | Русское название            | Оригинальное название          | Роль                                |
| ---- | - | --------------------------- | ------------------------------ | ----------------------------------- |
| 1911 | ф | Антек Клавиш, герой Вислы   | Antek Klawisz, bohater Powisla | Антек Клавиш                        |
| 1913 | ф | Антек комбинатор            | Antek kombinator               | Антек Клавиш                        |
| 1913 | ф | Галка                       | Halka (1913)                   | Януш                                |
| 1914 | ф | Роковой час                 | Fatalna godzina                | Светліч                             |
| 1918 | ф | Мелодии души                | Melodie duszy                  | граф Орнандо                        |
| 1918 | ф | Царская фаворитка           | Carska faworyta                | министр Воронков                    |
| 1921 | ф | Чудо над Вислой             | Cud nad Wisla                  |                                     |
| 1927 | ф | Могила неизвестного солдата | Mogila nieznanego zolnierza    | капитан Михал Лазовский             |
| 1928 | ф | Пан Тадеуш                  | Pan Tadeusz                    | король Станислав Август Понятовский |
| 1933 | ф | История греха               | Dzieje grzechu                 | гинеколог                           |
| 1933 | ф | Шпион в маске               | Szpieg w masce                 | профессор Скальский                 |
| 1934 | ф | Дочь генерала Панкратова    | Córka generala Pankratowa      | граф Бобров                         |
| 1936 | ф | Верная река                 | Wierna rzeka                   | врач                                |
| 1936 | ф | Барбара Радзивілловна       | Barbara Radziwillówna          | Рафал Лещинский                     |
| 1937 | ф | Дипломатическая жена        | Dyplomatyczna zona             | дипломат                            |
| 1937 | ф | Галка                       | Halka                          | стольник                            |
| 1939 | ф | Жена и не жена              | Zona i nie zona                |                                     |
| 1948 | ф | Пограничная улица           | Ulica Graniczna                | доктор Йозеф Бялек                  |